# Adler 2 Liter
Der Adler 2 Liter ist ein Pkw-Modell mit Vierzylindermotor, das die Adlerwerke 1938 herausbrachten.

## Beschreibung

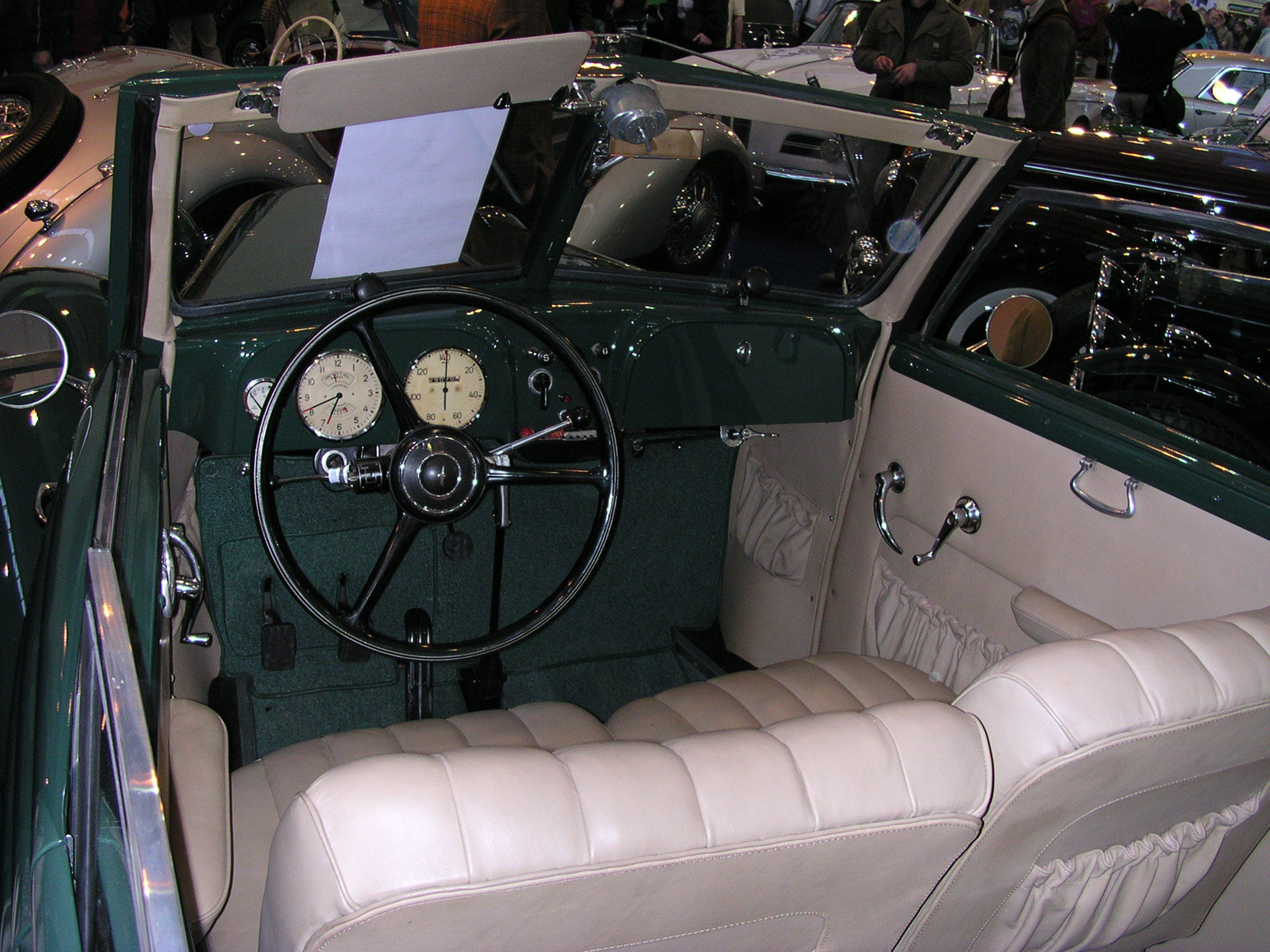
Innenraum und Armaturen des Adler 2 Liter

Der Adler 2 Liter entsprach in seiner Konstruktion dem Modell Trumpf 1,7 EV, hatte jedoch einen stärkeren Motor. Bis zur Produktionseinstellung 1940 wurden 7470 Fahrzeuge gebaut.
In der Klasse der 2-Liter-Vierzylinder kann der Adler 2 Liter als Nachfolger des Adler Favorit angesehen werden. Der Adler 2 Liter wurde auch von der Wehrmacht genutzt.

## Technische Daten
| Typ                   | 2 Liter EV                                 |
| --------------------- | ------------------------------------------ |
| Bauzeitraum           | 1938–1940                                  |
| Aufbauten             | L4, Cb2                                    |
| Motor                 | 4-Zylinder-Reihenmotor, 4-Takt-Ottoprinzip |
| Ventile               | stehend (sv)                               |
| Bohrung × Hub         | 80 mm × 95 mm                              |
| Hubraum               | 1910 cm³                                   |
| Nennleistung          | 45 PS (33,1 kW)                            |
| Verbrauch             | 13 l/100 km                                |
| Höchstgeschwindigkeit | 110 km/h                                   |
| Leergewicht           | 1100 – 1140 kg                             |
| zul. Gesamtgewicht    | 1420 – 1460 kg                             |
| Elektrik              | 6 Volt                                     |
| Länge                 | 4540 mm                                    |
| Breite                | 1600 mm                                    |
| Höhe                  | 1580 mm                                    |
| Radstand              | 2920 mm                                    |
| Spur vorn / hinten    | 1300 mm / 1300 mm                          |
| Wendekreis            | 12,3 m                                     |

- L4 = 4-türige Limousine
- Cb2 = 2-türiges Cabriolet

## Rezeption
Der Adler 2 Liter wird in einigen Museen ausgestellt. Er ist im Film Der kleine Grenzverkehr zu sehen.